# Abner Acuña
Abner Jonathan Acuña Álvarez (Jinotepe, 5 marzo 1997) è un calciatore nicaraguense, attaccante del Managua.

## Carriera

### Club
Esordisce nella prima divisione del Nicaragua nel 2015 con il Diriangén.

### Nazionale
Esordisce in nazionale il 17 novembre 2018 subentrando dalla panchina in una partita di qualificazione alla CONCACAF Nations League persa per 2-0 in casa contro Haiti; il successivo 5 settembre 2019 esordisce invece nella fase a gironi del medesimo torneo, entrando in campo al novantasettesimo minuti della partita pareggiata per 1-1 contro Saint Vincent e Grenadine.

## Statistiche

### Cronologia presenze e reti in nazionale
| Cronologia completa delle presenze e delle reti in nazionale ― Nicaragua | Cronologia completa delle presenze e delle reti in nazionale ― Nicaragua | Cronologia completa delle presenze e delle reti in nazionale ― Nicaragua | Cronologia completa delle presenze e delle reti in nazionale ― Nicaragua | Cronologia completa delle presenze e delle reti in nazionale ― Nicaragua | Cronologia completa delle presenze e delle reti in nazionale ― Nicaragua | Cronologia completa delle presenze e delle reti in nazionale ― Nicaragua | Cronologia completa delle presenze e delle reti in nazionale ― Nicaragua |
| Data                                                                     | Città                                                                    | In casa                                                                  | Risultato                                                                | Ospiti                                                                   | Competizione                                                             | Reti                                                                     | Note                                                                     |
| ------------------------------------------------------------------------ | ------------------------------------------------------------------------ | ------------------------------------------------------------------------ | ------------------------------------------------------------------------ | ------------------------------------------------------------------------ | ------------------------------------------------------------------------ | ------------------------------------------------------------------------ | ------------------------------------------------------------------------ |
| 17-11-2018                                                               | Managua                                                                  | Nicaragua                                                                | 0 – 2                                                                    | Haiti                                                                    | CONCACAF Nations League 2019-2020 - Qualificazioni                       | -                                                                        | 70’                                                                      |
| 5-9-2019                                                                 | Managua                                                                  | Nicaragua                                                                | 1 – 1                                                                    | Saint Vincent e Grenadine                                                | CONCACAF Nations League 2019-2020 - Fase a gironi                        | -                                                                        | 90+7’                                                                    |
| 6-6-2022                                                                 | Kingstown                                                                | Saint Vincent e Grenadine                                                | 2 – 2                                                                    | Nicaragua                                                                | CONCACAF Nations League 2022-2023 - Fase a gironi                        | -                                                                        | 76’                                                                      |
| 10-6-2022                                                                | Nassau                                                                   | Bahamas                                                                  | 0 – 2                                                                    | Nicaragua                                                                | CONCACAF Nations League 2022-2023 - Fase a gironi                        | -                                                                        | 60’                                                                      |
| Totale                                                                   |                                                                          | Presenze                                                                 | 4                                                                        |                                                                          | Reti                                                                     | 0                                                                        |                                                                          |

## Palmarès

### Club

#### Competizioni nazionali
- Campionato nicaraguense: 1

Diriangén: 2018-II
- Copa Nicaragua: 1

Diriangén: 2020